# Crore

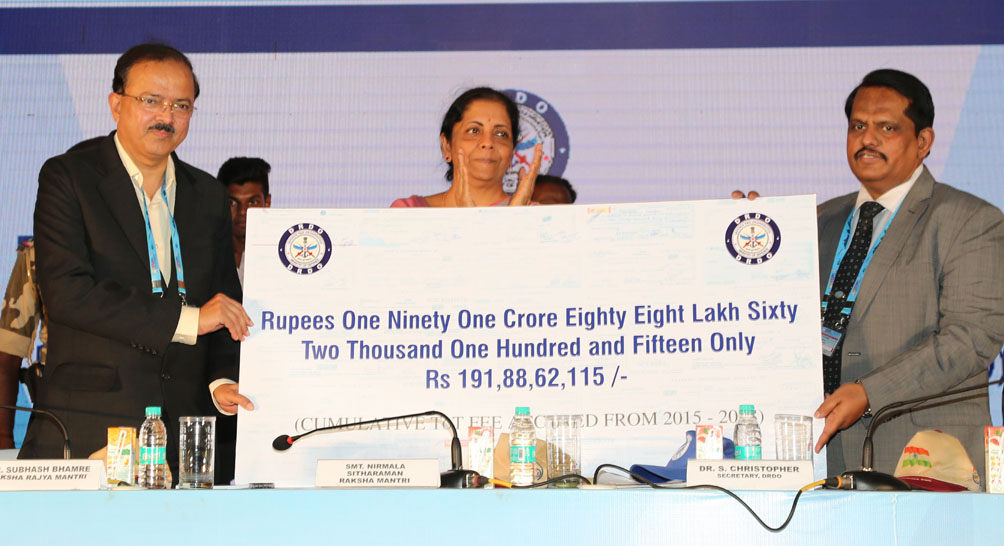
Un chèque où le montant est écrit en utilisant le crore (Inde, 2018).

Un crore (/krɔːr/ ; abrégé cr), kodi, karod, karor, ou koti désigne (en hindi, ourdou, etc.) dix millions (10 000 000 ou 107 en notation scientifique) et est égal à 100 lakh dans le système de numération indien.
Il est écrit selon le système de numération indienne comme 1,00,00,000 avec le style local ...2,2,3 des séparateurs de groupes de chiffres (un lakh est égal à cent mille et s'écrit 1,00,000).

## Monnaie
Les grandes sommes d'argent en Inde, au Pakistan, au Bangladesh et au Népal sont souvent écrites en termes de crore. Par exemple, 150 000 000 (cent cinquante millions) s'écrit « quinze crore roupies », « 15 crore » ou « Rs 15 crore ». Dans la forme abrégée, des usages tels que « ₹15cr » (toujours pour la même somme) sont utilisés.
Les trillions (à l'échelle courte) d'argent sont souvent écrits ou énoncés en termes de lakh crore. Par exemple, un trillion de roupies correspond à :
= un lakh crore de roupies
= ₹1 lakh crore
= ₹105+7
= ₹1012
= ₹10,00,00,00,00,000 en notation indienne
= ₹1,000,000,000,000 en notation anglo-saxonne
= 1 000 000 000 000 ₹ en notation française
Le crore est également utilisé au Sri Lanka ; cependant, ce terme est désormais remplacé par millions, billions et trillions (échelle courte) dans le système éducatif sri-lankais et est en train de disparaître de l'usage général dans le pays.

## Étymologie
Le mot crore dérive du mot prakrit kroḍi, qui vient à son tour du sanskrit koṭi, désignant dix millions dans le système de numération indien, qui a des termes distincts pour la plupart des puissances de dix de 100 à 1019. Le crore est connu sous différents noms régionaux.